# Dicksonfjord
De Dicksonfjord is een fjord in het Nationaal park Noordoost-Groenland in het oosten van Groenland.

## Geografie
De fjord maakt deel uit van het fjordencomplex van de Koning Oscarfjord. Hij mondt in het zuidoosten uit in de Kempefjord, samen met de Röhssfjord en de Rhedinfjord. De fjord is deels west-oost en deels noordwest-zuidoost georiënteerd en heeft een lengte van meer dan 40 kilometer.
In het noordoosten wordt de fjord begrensd door het Suessland en in het zuidwesten door het Gletscherland.

### Gletsjers
In de Dicksonfjord komen meerdere gletsjers uit, waaronder de Fulachgletsjer en de Hisingergletsjer. De Hisingergletsjer mondt aan het westelijk uiteinde van de fjord uit en ligt in het verlengde van de fjord.